# 알바로 메히아 페레스
알바로 메히아 페레스(스페인어: Álvaro Mejía Pérez, 1982년 1월 18일, 마드리드 지방 마드리드 ~)는 스페인의 은퇴한 프로 축구 선수로, 주로 중앙 수비수로 활약했다.

## 클럽 경력
마드리드 출신으로, 메히아는 라스 로사스에서 축구를 시작했다. 그는 1998년에 레알 마드리드에 입단해 다수 연령대의 유소년부를 거쳤다.
메히아는 2001-02 시즌에 3군에 합류했지만, 얼마 지나지 않아 2군에 올라갔고, 그 다음 시즌에 1군에 합류해 2004년 1월 21일, 2-1로 이긴 비야레알과의 안방 경기에 90분 출전했다. 그는 2004년 3월 3일, 그 시즌 UEFA 챔피언스리그 경기에도 출전해, 바이에른 뮌헨과의 16강전 안방 1-0 승리에 공헌했다. 2004년 5월, 그는 2010년까지 계약을 연장했고, 그는 1군 수비에서 다양한 역할을 맡았다.
그 다음 시즌 메히아는 레알 마드리드 경기에 도합 5번 출전하는데 그쳤고, 이어지는 2시즌 동안 26번의 리그 경기에 더 출전했는데, 처음이자 마지막 골은 2005년 10월 29일, 2-0으로 이긴 베티스와의 원정 경기에서 나왔는데, 이 경기에서 그는 카를로스 디오고와 교체되어 들어가 뛰었다.
2007년 7월, 메히아는 1부 리그 새내기 무르시아와 4년 계약을 맺었고, 그는 사라고사 리그 1라운드 경기에서 득점을 신고해 안방 2-1 승리에 일조했다. 그 시즌에 대부분 선발로 출전했지만, 그는 현역 첫 강등의 아픔을 맛보았다.
2010년 7월 30일, 무르시아가 3부 리그로 강등된 후, 메히아는 리그 1에 승격한 프랑스의 아를 아비뇽과 1년 계약을 맺고 이적했다. 이듬해 1월, 그는 또다시 이적을 감행했는데, 터키 쉬페르리그의 코니아스포르에 입단했다.
2012년 7월 13일, 메히아는 건강 검진을 통과한 후 세군다 디비시온의 알메리아와 1년 계약에 합의를 보았다. 2014년 6월 8일, 에르고텔리스 소속으로 수페르리가 엘라다에서 한 시즌을 보낸 후, 그는 카타르 스타스 리그 승격 구단 알-샤하니아로 이적했다.

## 클럽 통계
2015년 4월 4일 기준
| 클럽          | 시즌      | 리그               | 리그 | 리그 | 컵   | 컵 | 기타 | 기타 | 합계 | 합계 |
| 클럽          | 시즌      | 단계               | 출장 | 골   | 출장 | 골 | 출장 | 골   | 출장 | 골   |
| ------------- | --------- | ------------------ | ---- | ---- | ---- | -- | ---- | ---- | ---- | ---- |
| 레알 마드리드 | 2003–04   | 라 리가            | 9    | 0    | 2    | 0  | 3    | 0    | 14   | 0    |
| 레알 마드리드 | 2004–05   | 라 리가            | 5    | 0    | 3    | 0  | 0    | 0    | 8    | 0    |
| 레알 마드리드 | 2005–06   | 라 리가            | 17   | 1    | 2    | 0  | 3    | 0    | 22   | 1    |
| 레알 마드리드 | 2006–07   | 라 리가            | 9    | 0    | 2    | 0  | 2    | 0    | 13   | 0    |
| 레알 마드리드 | 합계      | 합계               | 40   | 1    | 9    | 0  | 8    | 0    | 57   | 1    |
| 무르시아      | 2007–08   | 라 리가            | 30   | 1    | 1    | 0  | —    | —    | 31   | 1    |
| 무르시아      | 2008–09   | 세군다 디비시온    | 33   | 2    | 3    | 0  | —    | —    | 36   | 2    |
| 무르시아      | 2009–10   | 세군다 디비시온    | 37   | 1    | 2    | 0  | —    | —    | 39   | 1    |
| 무르시아      | 합계      | 합계               | 100  | 4    | 6    | 0  | —    | —    | 106  | 4    |
| 아를 아비뇽   | 2010–11   | 리그 1             | 12   | 0    | 2    | 0  | —    | —    | 14   | 0    |
| 코니아스포르  | 2010–11   | 쉬페르리그         | 10   | 0    | 0    | 0  | —    | —    | 10   | 0    |
| 코니아스포르  | 2011–12   | TTF 1. 리그        | 32   | 2    | 0    | 0  | —    | —    | 32   | 2    |
| 코니아스포르  | 합계      | 합계               | 42   | 2    | 0    | 0  | —    | —    | 42   | 2    |
| 알메리아      | 2012–13   | 세군다 디비시온    | 22   | 1    | 2    | 0  | 4    | 0    | 28   | 1    |
| 에르고텔리스  | 2013–14   | 수페르리가 엘라다  | 26   | 0    | 1    | 0  | —    | —    | 27   | 0    |
| 알-샤하니아   | 2014–15   | 카타르 스타스 리그 | 23   | 0    | 0    | 0  | —    | —    | 23   | 0    |
| 경력 합계     | 경력 합계 | 경력 합계          | 265  | 8    | 20   | 0  | 12   | 0    | 297  | 8    |

1. 1 2 3  UEFA 챔피언스리그 출장 기록
2. ↑  승격 플레이오프 출장 기록

## 수상
레알 마드리드
- 라 리가: 2006–07